# 殺鬼
《殺鬼》出版於2009年，為台灣小說家甘耀明第一部長篇小說，全書約三十萬字。
《殺鬼》的時代背景，從台灣日治時期的皇民化運動開始，到二戰後國民政府管轄下爆發的二二八事件為結束，以童真亢奮的筆觸描繪出時代的瘋狂與源源不絕的生命力，主角劉興帕的祖父曾參加1895年的乙未戰爭，而帕卻加入了日本軍隊成為軍曹，並授日本名為「鹿野千拔」。戰後，帕與祖父北上又親見本省人與外省人的衝突，最後以祖父與「鬼王」吳湯興的重逢為結尾。
甘耀明曾自言《殺鬼》的主軸是「身份之間的擺盪」，而《殺鬼》正呈現了台灣歷史下不同民族的衝突與融合。其靈感來源除了史料，也包括新聞報導、大學老師上課時的玩笑話。譬如小說中拉娃的原型即是參考自白色恐怖時期的丁窈窕真實事件及伊朗的連體雙胞胎姊妹。
《殺鬼》於2010年由中國友誼出版社發行簡體字版，副標題為「台灣往事1940-1947」。

## 獲獎
- 2009年中國時報「開卷好書獎」
- 2010年台北國際書展大獎「年度之書」

## 相關論著
- 楊雅儒：〈諧謔的戰爭史─《殺鬼》的歷史/暴力書寫〉，《文訊》292期（2010年2月），頁104-105。
- 舒懷緯：《論甘耀明《殺鬼》的後鄉土書寫》（靜宜大學台灣文學系碩士論文，賴松輝教授指導，2013年）